# Hellenistisches Grabrelief einer Frau aus Smyrna (Berlin SK 767)
In der Antikensammlung Berlin befindet sich ein Hellenistisches Grabrelief einer Frau aus Smyrna aus der zweiten Hälfte des 2. Jahrhunderts v. Chr.

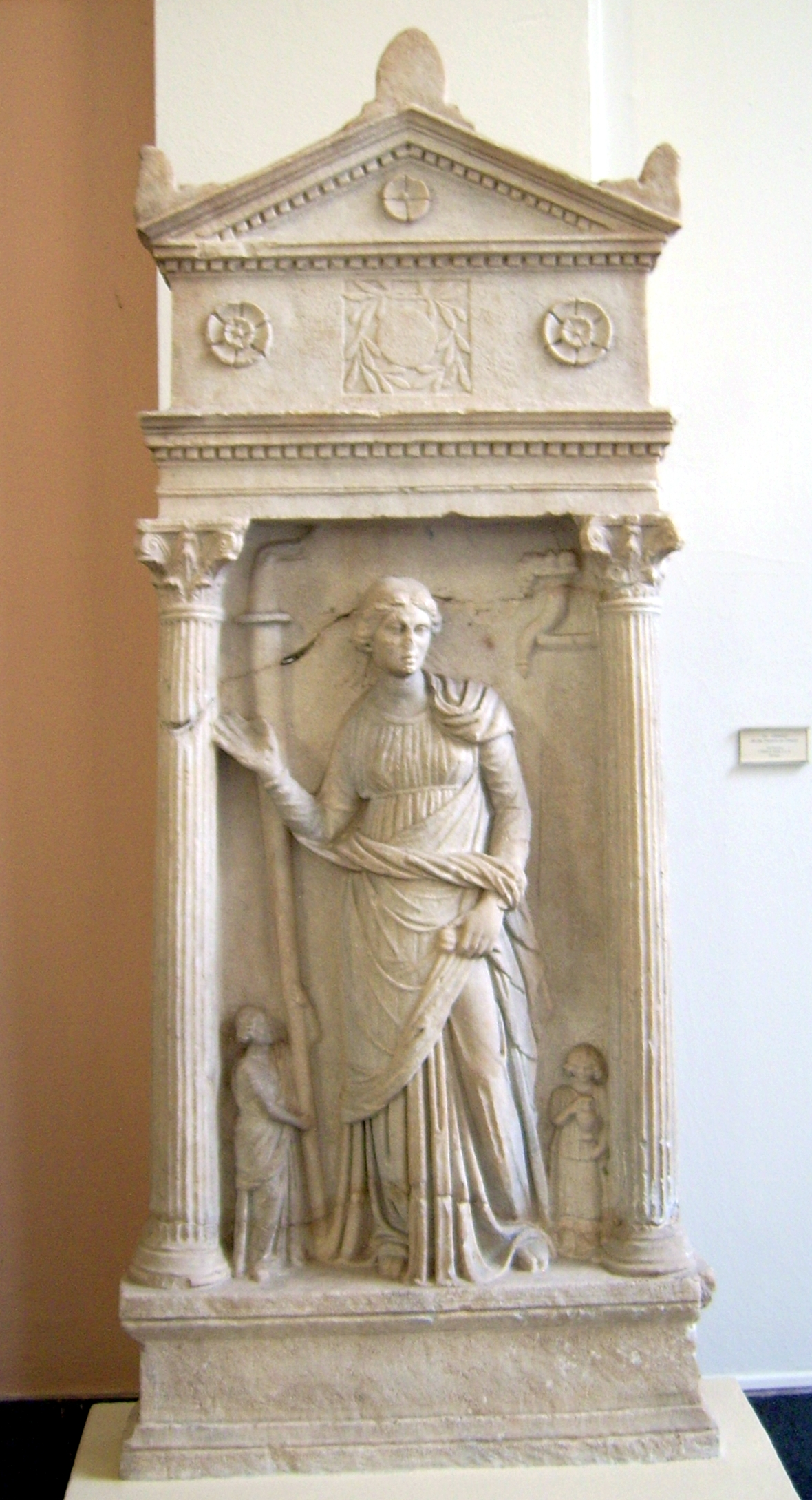

Es handelt sich um ein Hochrelief, das die Verstorbene darstellt, das von prächtigen Architekturelementen eingefasst wird. Über dem profilierten Sockel erheben sich seitlich zwei schlanke korinthische Säulen. Die Säulen tragen ein Gebälk, das aus Architrav und Zahnschnitt besteht. Darauf ist eine Attika gelagert, die an den Seiten von je einer Rosette und in der Mitte von einem Kranz geschmückt wird. Den Abschluss bildet darüber ein Giebel der mit einem Zahnschnitt und Akroterien versehen ist. Gefunden wurde das Relief an der Karawanenbrücke in Smyrna. 1878 wurde es für die Antikensammlung in Berlin erworben. Das Material ist grobkörniger, graubläulich-weißer Marmor. Die Höhe beträgt 155,4 cm, die Breite 66 cm.
Die zentralen Figuren treten vor dem Reliefgrund fast in freiplastischer Form hervor. Beherrscht wird das Relief von der Gestalt der verstorbenen Frau. Sie ist reich gekleidet und trägt einen langen Ärmelchiton, darüber einen über die linke Schulter gelegten Mantel, der sich vor ihrem Körper kreuzt und vorn einen Bausch bildet, der vom linken Arm gehalten wird. Diese reiche Drapierung, die auch den Saum am Hals des Chitons einschließt, entspricht dem Geschmack der Zeit in der zweiten Hälfte des 2. Jahrhunderts v. Chr. und kehrt auch an anderer Stelle, so bei Funden aus Pergamon, wieder. An den Füßen trägt sie Sandalen. Ihre Hand hat sie im Redegestus, nach außen hin geöffnet, erhoben. In der linken Hand hält sie einen Mohnkopf. Ihr Gesicht zeigt deutliche Züge des Alters.
Zu den Füßen der Frau sind zwei kleinere Figuren, junge Mädchen dargestellt. Eine Verkleinerung solcher Figuren war in der klassischen Kunst üblich, hier sind die Figuren jedoch besonders klein dargestellt. Das Mädchen auf der linken Seite hält in seinen Händen eine riesige Fackel, die höher als die Verstorbene ist. Das Mädchen auf der rechten Seite hält eine Kanne in den Händen. Über ihm liegt ein Füllhorn auf einem hohen Pfeiler, das mit zahlreichen Früchten gefüllt ist. Fackel und Mohnkopf, möglicherweise auch das Füllhorn, weisen auf den Kult der Demeter-Kore hin. Es ist anzunehmen, dass die Verstorbene Priesterin der Demeter war. Typologisch lehnt sich die Darstellungsweise an die Ehrenstatue einer Demeterpriesterin aus Smyrna an.